# NORAD Tracks Santa

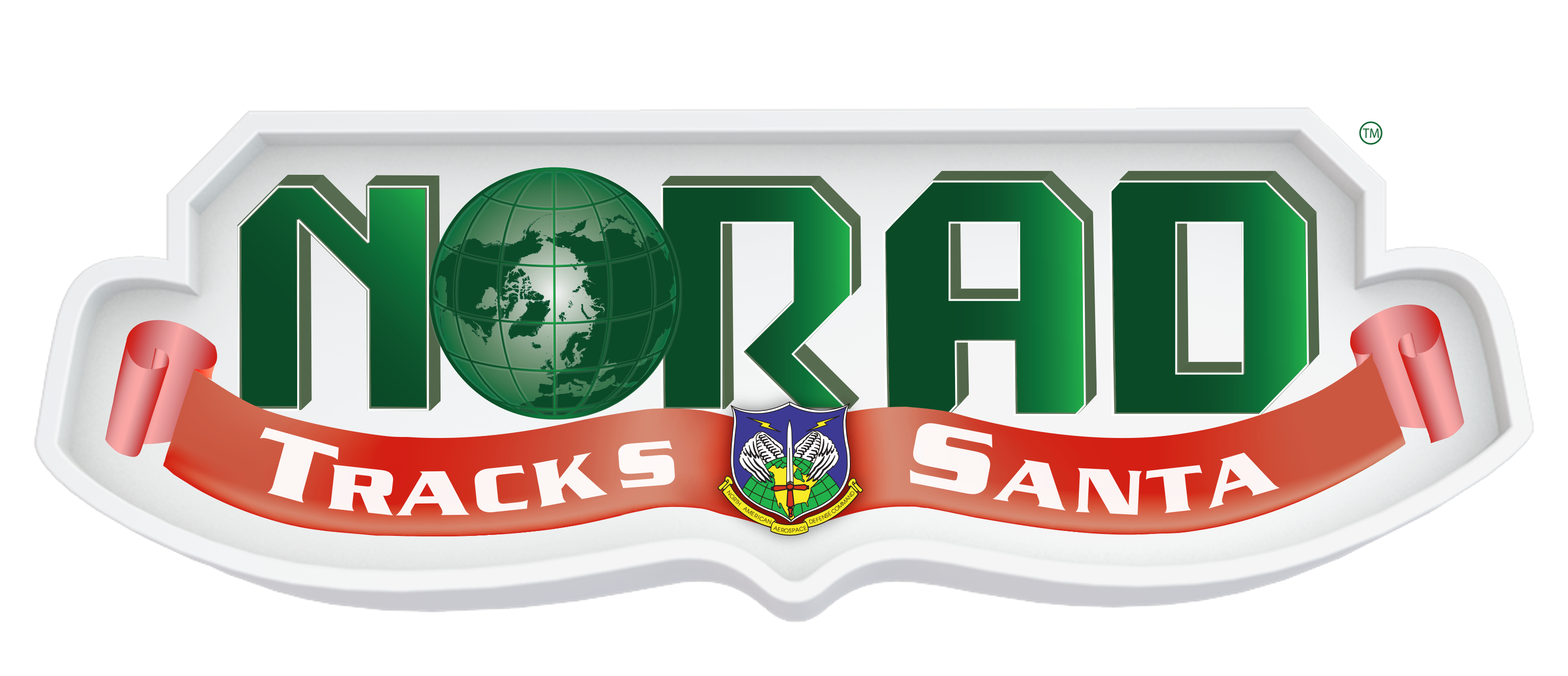
Emblema do programa

O NORAD Tracks Santa é um programa anual de entretenimento com tema natalino. Todos os anos, na véspera de Natal, o Comando de Defesa Aeroespacial da América do Norte (NORAD) afirma rastrear por meio deste programa o Papai Noel deixando o Polo Norte, enquanto ele viaja ao redor do mundo em sua missão de entregar presentes às crianças. O programa começa anualmente em primeiro de dezembro, mas a simulação de rastreamento do Papai Noel se inicia na meia-noite de 23 de dezembro. É uma função de alcance comunitário do NORAD e é realizada anualmente desde 1955.
O programa segue a tradição do editorial "Sim, Virgínia, existe um Papai Noel" do New York Sun de setembro de 1897.

## História e visão geral

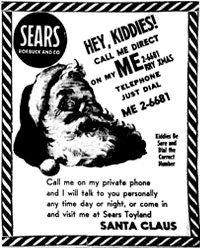
Anúncio da Sears de 1955, com o número incorreto do Papai Noel

Segundo o site oficial do NORAD, o programa NORAD Tracks Santa começou acidentalmente em 1955, por causa de um anúncio da rede de departamentos Sears em um jornal de Colorado Springs. O anúncio dizia que as crianças podiam telefonar para o Papai Noel, e incluía um número para chamá-lo. No entanto, o número impresso no papel estaria errado e as chamadas chegavam ao Centro de Defesa Continental (CONAD), de Colorado Springs. O coronel Harry Shoup, que estava em serviço na noite de 24 de dezembro, disse para sua equipe dar às crianças a "localização atual" do Papai Noel. Assim, a tradição começou e foi continuada pelo NORAD, que sucedeu o CONAD em 1958.
Hoje, o NORAD utiliza voluntários para tornar o programa possível. Cada voluntário recebe cerca de 40 ligações por hora, e a equipe tipicamente lida com mais de 12,000 e-mails e mais de 100,000 ligações de telefone oriundas de mais de 200 países e territórios.

## Site e outras mídias

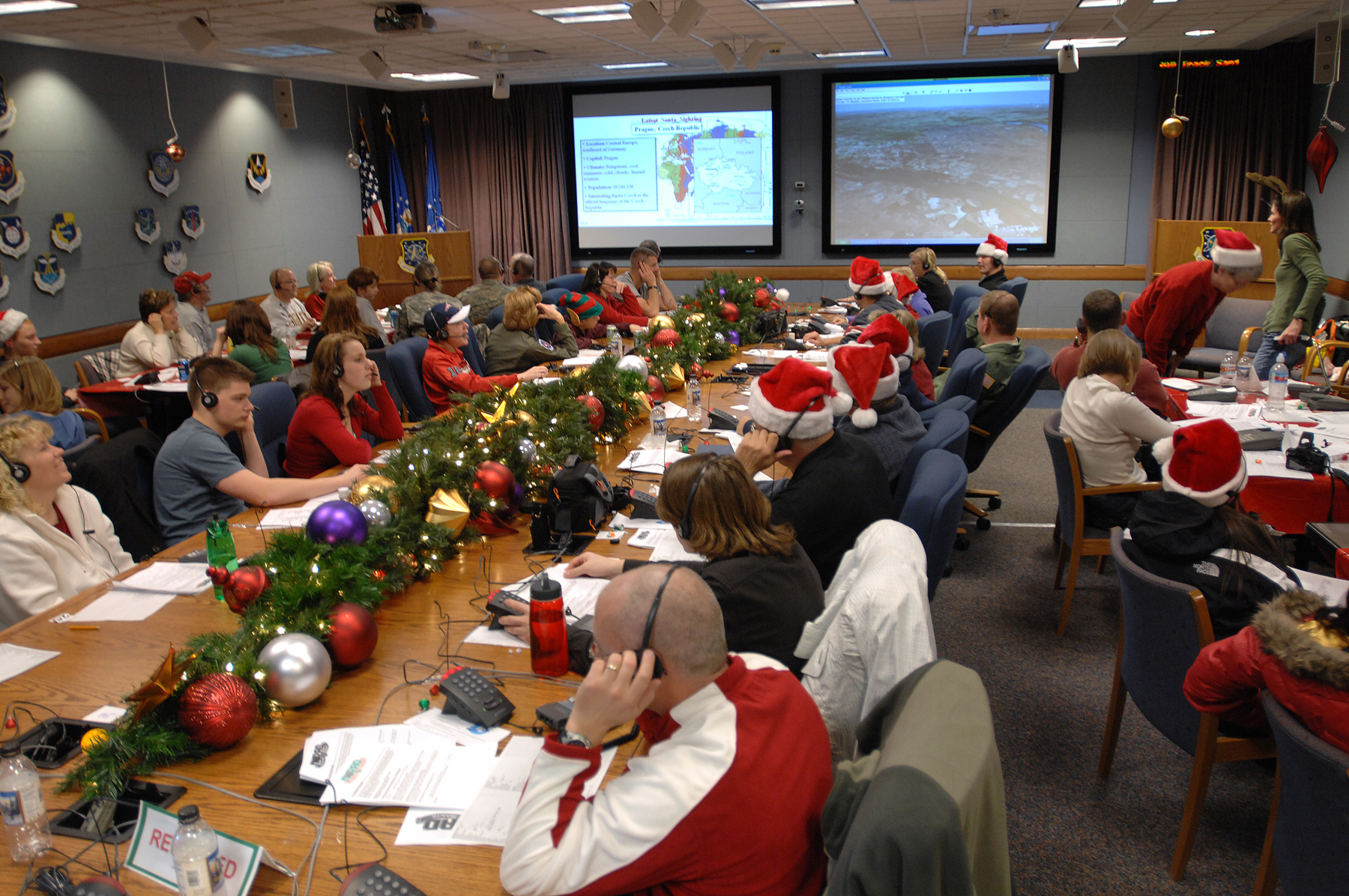
Voluntários do NORAD atendendo ligações

O programa NORAD Tracks Santa sempre usou uma variedade de meios de comunicação de massa. Dos anos 1950 a 1996, o telefone, jornais, rádio, discos de vinil e televisão foram predominantemente usados; em particular, muitas emissoras norte-americanas tratam o programa dentro da previsão do tempo durante a véspera de Natal. Desde 1997 tem sido anunciado principalmente na internet, especialmente através das redes sociais e telefones móveis. O layout do site do programa mudou várias vezes ao longo dos anos, em correlação com a evolução da tecnologia da Internet e em relação aos patrocinadores ao longo dos anos.
Na véspera de Natal, o website do NORAD Tracks Santa costuma ser atualizado a cada hora, quando é meia-noite em um fuso horário diferente. Os vídeos de cada "Santa Cam" mostram imagens em CGI com Papai Noel voando por marcos famosos em diversas cidades.

## Patrocínio e publicidade

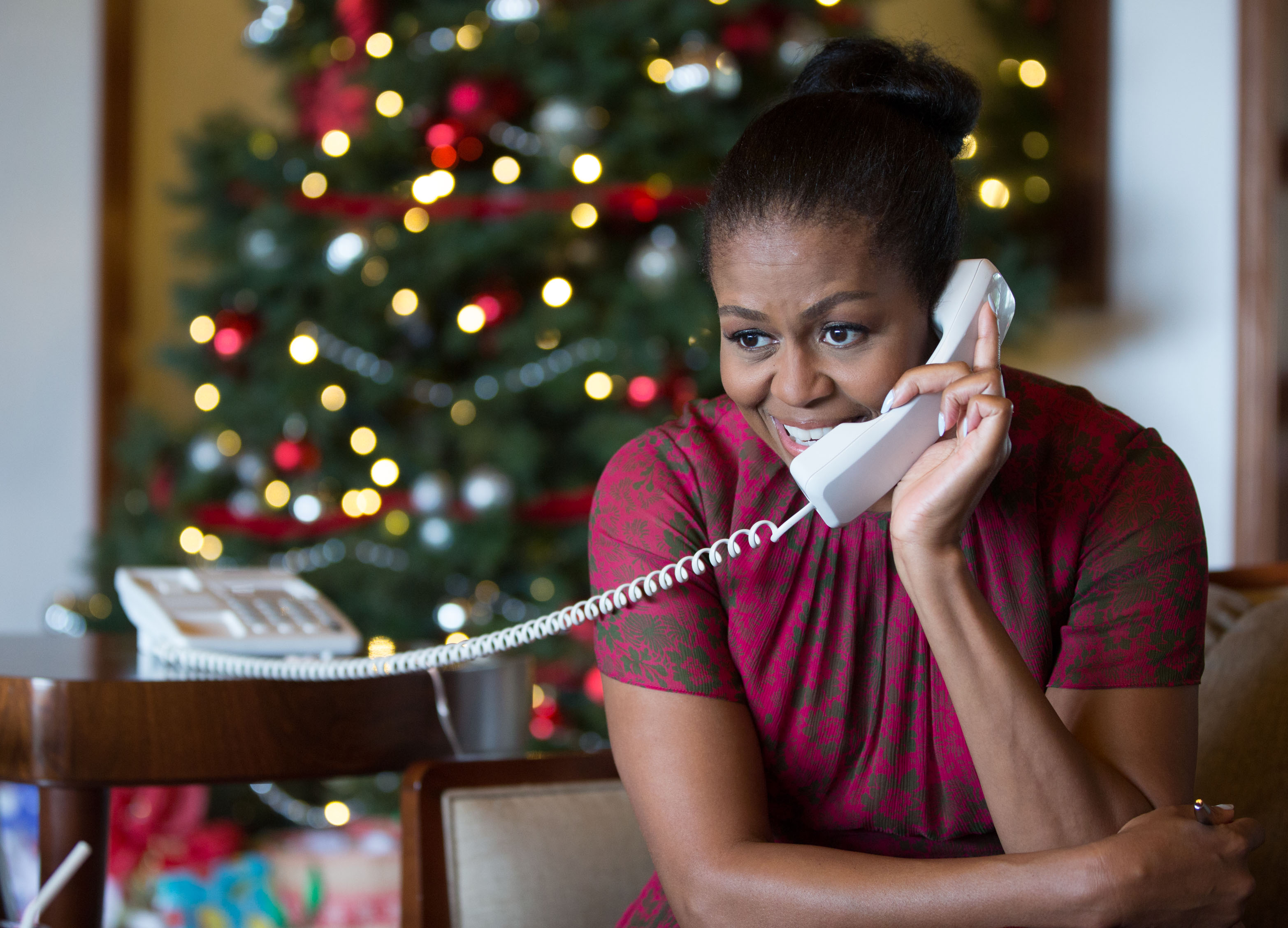
Ex-primeira-dama dos Estados Unidos Michelle Obama atendendo ligações do programa.

O NORAD Tracks Santa é custeado por patrocínios corporativos, e não é financiado por contribuintes americanos ou canadenses.
Unidades militares dos Estados Unidos e as Forças Armadas do Canadá fizeram publicidade para o programa, assim como outras agências federais norte-americanas, incluindo a NASA e a NOAA. A ex-primeira dama dos EUA Michelle Obama participou do programa de 2009 a 2016, atendendo ligações telefônicas.
Segundo Gerry Bowler, professor de história na Universidade de Manitoba, o programa NORAD Tracks Santa é "uma das poucas adições modernas à centenária história do Papai Noel que se manteve". Bowler ressaltou que o programa "toma um aspecto essencial da história de Noel - suas viagens na véspera de Natal - e o observa sob uma lente tecnológica", assim trazendo a lenda de Papai Noel à era moderna.